# (8877) Rentaro
(8877) Rentaro est un astéroïde de la ceinture principale.

## Description
(8877) Rentaro est un astéroïde de la ceinture principale. Il fut découvert le 19 janvier 1993 à Geisei par Tsutomu Seki. Il présente une orbite caractérisée par un demi-grand axe de 2,77 UA, une excentricité de 0,09 et une inclinaison de 2,6° par rapport à l'écliptique.
Cet astéroïde est nommé en l'honneur du compositeur japonais Rentarō Taki (1879-1903).

## Compléments